# جنبش نرم‌افزار آزاد
جنبش نرم‌افزار آزاد (به انگلیسی: Free software movement) یک جنبش اجتماعی است که هدف آن تضمین چهار آزادی بنیادی کاربران نرم‌افزار است:
1. آزادی استفاده از نرم‌افزار
2. مطالعه و بررسی آن
3. ویرایش کدها
4. توزیع مجدد کپی‌ها، همراه با یا بدون تغییر آن

عبارت‌های جایگزین مانند متن‌باز و FOSS نیز مربوط به جنبش نرم‌افزار آزاد هستند. اگرچه فلسفه نرم‌افزار آزاد به عقاید و فلسفه اعضای فرهنگ هکری در دهه ۱۹۷۰ نزدیک است، ریچارد استالمن با تأسیس پروژه گنو در سال ۱۹۸۳ بنیان‌گذار و پیشگام این جنبش شمرده می‌شود. استالمن بنیاد نرم‌افزار آزاد را در سال ۱۹۸۵ (میلادی) برای پشتیبانی از این جنبش تأسیس کرد.
اندیشهٔ جنبش نرم‌افزار آزاد این است که کاربران مستحق داشتن آزادی برای ساختن جامعه هستند. شما باید آزادی برای کمک به خود را، با تغییر دادن کد منبع برای انجام آنچه می‌خواهید، در اختیار داشته باشید؛ و آزادی برای کمک به همسایه‌تان، با توزیع مجدد کپی‌های برنامه برای دیگر افراد. همچنین آزادی برای ساختن جامعهٔ خود، به وسیلهٔ انتشار نسخه‌های بهبود یافته تا دیگر افراد نیز بتوانند از آنها استفاده کنند.